# Leurotrigona pusilla
Leurotrigona pusilla är en biart som beskrevs av Jesus Santiago Moure och Camargo 1987. Leurotrigona pusilla ingår i släktet Leurotrigona och familjen långtungebin. Inga underarter finns listade i Catalogue of Life.